# Adenophora
Adenophora es un género de plantas con flores perteneciente a la familia Campanulaceae. Es originario de las regiones templadas de Eurasia hasta Indochina. Comprende 176 especies descritas y de estas, solo 70 aceptadas.

## Taxonomía
El género fue descrito por Friedrich Ernst Ludwig von Fischer y publicado en Mémoires de la Société Impériale des Naturalistes de Moscou 6: 165. 1823.
Etimología
Adenophora: nombre genérico que deriva del griego antiguo: adeno y phoros y significa "que lleva glándulas".

## Especies seleccionadas
- Adenophora albescens
- Adenophora alpini
- Adenophora alpina
- Adenophora amurica
- Adenophora argyi
- Adenophora bulleyana
- Adenophora coelestis
- Adenophora lilifolia
- Adenophora stylosa